# Libavka
Libavka (Gaultheria), také líbavka, je rod asi 170–180 druhů keřů zahrnutých v čeledi vřesovcovité. Jméno je připomínkou M. Huguesa Gauthiera z Québecu, a vyslovením úcty badatelem Pehrem Kalmem v roce 1748. Tyto rostliny jsou původní v různých oblastech Asie, Severní a Jižní Ameriky a Oceánie. V minulosti se druhy jižní polokoule často začleňovaly do samostatného rodu Pernettya. Členění však nezaznamenalo konzistentní spolehlivé morfologické a genetické rozdíly na podporu uznání dvou rodů, a tak jsou nyní sjednoceny do jediného rodu Gaultheria.
Tyto druhy se různí od nízkých, poléhavých keřů nižších než 10 cm, až po 2,5 m vysoké, nebo v případě G. fragrantissima z pohoří Himálaj, dokonce i malé stromy až 5–6 m vysoké. Listy jsou stálezelené, střídavé (protilehlé u G. oppositifolia z Nového Zélandu), jednoduché a liší podle druhu od 0,3 po 10 cm dlouhé, okraje jsou jemně zoubkované u většiny druhů, ale celokrajné u jiných. Květy jsou solitérní nebo v hroznech, zvonkovité, s pěticípými korunami. Barva květu přechází od bílé do růžové až červené. Plod je masitá bobule u mnoha druhů, u některých suchá tobolka, s mnoha malými semeny.

## Vybrané druhy
- Gaultheria adenothrix
- Gaultheria antarctica
- Gaultheria antipoda
- Gaultheria caudata
- Gaultheria codonantha
- Gaultheria cumingiana
- Gaultheria cuneata
- Gaultheria depressa
- Gaultheria eriophylla
- Gaultheria forrestii
- Gaultheria fragrantissima
- Gaultheria hirtiflora
- Gaultheria hispida
- Gaultheria hispidula
- Gaultheria hookeri
- Gaultheria humifusa
- Gaultheria insana
- Gaultheria itoana
- Gaultheria lanceolata
- Gaultheria lanigera
- Gaultheria macrostigma
- libavka Miquelova (Gaultheria miqueliana)
- libavka hrotitá (Gaultheria mucronata)
- Gaultheria myrsinoides
- Gaultheria nummularioides
- Gaultheria oppositifolia
- Gaultheria ovatifolia
- Gaultheria parvula
- Gaultheria phillyreifolia
- libavka poléhavá (Gaultheria procumbens)
- Gaultheria pumila
- Gaultheria pyroloides
- Gaultheria renjifoana
- Gaultheria rupestris
- Gaultheria semi-infera
- libavka shalon (Gaultheria shallon)
- Gaultheria sinensis
- Gaultheria stapfiana
- Gaultheria tasmanica
- Gaultheria tetramera
- Gaultheria thymifolia
- Gaultheria trichophylla
- Gaultheria veitchiana
- Gaultheria wardii
- Gaultheria yunnanensis

## Použití
Některé druhy se pěstují jako okrasné keře v zahradách, zejména Gaultheria mucronata (Pernettya mucronata) z jižní Chile a G. shallon (salal) z tichomořského Severozápadu Severní Ameriky. Mnoho menších druhů je vhodných pro skalky. Podobně jako většina ostatních vřesovcovitých rostlin, libavkám se daří nejlépe v rašelinné půdě, která nikdy nesmí úplně vyschnout.
Plody mnohých libavek jsou jedlé, zvláště u salalu, z kterého můžete vyrobit excelentní rosol (želé). Stálezelená libavka Gaultheria procumbens je tradiční zdroj příchutě, jeho listy mohou být použity k výrobě čaje a její bobule jsou pojídány bez další úpravy. Plody většiny ostatních druhů rodu libavka jsou mdlé chuti a její spotřeba jako potraviny není rozšířena.